# Dr. Hook & the Medicine Show
Dr. Hook & the Medicine Show — американская поп-рок-группа, образовавшаяся в Юнион-Сити (штат Нью-Джерси) и исполнявшая софт-рок с элементами музыки кантри. Отличительными чертами её творчества были насмешливые, юмористического характера тексты, написанные карикатуристом, поэтом и писателем Шелом Силверстайном (в состав не входившим, но с группой регулярно сотрудничавшим), а также эксцентричные сценические выступления, в ходе которых музыканты разыгрывали сюрреалистические сценки и пародировали собственных разогревщиков.
В 1972—1982 годах 10 альбомов Dr. Hook & the Medicine Show входили в Billboard 200. Международный успех принесли группе хит-синглы «Sylvia’s Mother» (# 5 Billboard Hot 100, #2 UK Singles Chart, 1972), «The Cover Of Rolling Stone» (#6, US, #2 СAN, 1973) и «A Little Bit More» (11# US # 2 UK, 1976).

## История группы
Группа образовалась в Юнион-сити, штат Нью-Джерси, в 1968 году, когда начинающий автор-исполнитель Деннис Локорье (англ. Dennis Locorriere) приступил к сотрудничеству с другим поющим гитаристом, уроженцем Алабамы, кантри-рокером Реем Сойером (англ. Ray Sawyer). Последний был заметен на сцене: особый колорит его образу придавали широкополая ковбойская шляпа и чёрная повязка на глазу, скрывавшая следы серьёзной автомобильной катастрофы, в которую он попал в 1967 году.
К дуэту присоединились недавние коллеги Сойера по группе Chocolate Papers, группы исколесившей в гастролях Восточное побережье и Средний Запад и, в конечном итоге, осевшей в Нью-Джерси: Джордж Каммингс (англ. George Cummings, гитара, стил-гитара), Билли Фрэнсис (англ. Billy Francis, клавишные), а также Попай Филлипс (англ. Popeye Phillips), сессионный барабанщик, принимавший участие в записи The Gilded Palace of Sin, первого альбома The Flying Burrito Brothers. Вскоре Филлипс вернулся в Алабаму; его заменил Джой Оливери (англ. Joey Oliveri), но позже, когда пришло время для студийной работы, в группу пришёл другой сессионный музыкант Джон «Джей» Дэвид (англ. John «Jay» David). Благодаря своей повязке Сойер получил прозвище Dr. Hook (в честь персонажа по имени Капитан Хук из «Питера Пэна»). Ансамбль же назвали The Medicine Show; согласно одной из версий это имело отношение к употреблению запрещённых препаратов. Свои первые концерты группа дала в самых мрачных барах Унион-Сити, исполняя в основном, песни в стиле кантри.
Первые демо-плёнки группы в 1970 году попали к Рону Хэффкину (англ. Ron Haffkine), на тот момент — музыкальному режиссёру фильма Херба Гарднера «Who Is Harry Kellerman and Why Is He Saying Those Terrible Things About Me?» с Дастином Хоффманом в главной роли (успешного автора-исполнителя, у которого происходил нервный срыв). Хэффин в тот момент как раз искал группу, которая могла бы исполнить песни, написанные для саундтрека Шелом Силверстайном, в прошлом фолк-рок-исполнителем, карикатуристом «Плейбоя», автором детских книг и некоторых известных песен, в частности, юмористической «A Boy Named Sue», ставшей хитом в исполнении Джонни Кэша. Силверстайну понравился голос Локорье; он стал менеджером и продюсером группы; последняя записала две песни для фильма: основную тему «The Last Morning» (которая позже была перезаписана и вошла во второй альбом) и «Bunky and Lucille», которую группа исполнила непосредственно на экране. Фильм был выпущен компанией National General Pictures в 1971 году и получил неоднозначные отклики, но помог Dr Hook and The Medicine Show приобрести известность и контракт с CBS Records. Рон Хэффкин стал менеджером коллектива и в качестве студийного продюсера записал все релизы Dr. Hook.
Силверстайн написал все песни для дебютного альбома  Dr. Hook & the Medicine Show, вышедшего в 1971 году. Синглом из него вышла песня «Sylvia’s Mother», «тонкая пародия на слезоточивые песни о разбитых юношеских сердцах» (согласно Allmusic), текст которой, как отмечалось, многие слушатели восприняли текст совершенно серьёзно; более того, Силверстайн утверждал, что это автобиографическая история о безответной любви к девушке; история, самую неблаговидную роль в которой сыграла мать последней. После того, как сингл стал международным хитом, в состав группы пришли басист Джанс Гарфат (англ. Jance Garfat) и ещё один соло-гитарист Рик Элсвит (англ. Rik Elswit).
BBC Radio запретила трансляцию следующего сингла группы «The Cover of the Rolling Stone» в радиоэфире, поскольку сочла это разновидностью рекламы. Песня была перевыпущена для британского рынка с изменённым текстом: «On the cover of the Radio Times!», — эту строчку выкрикивала группа приглашённых специально для этой цели радиоведущих. Песня вышла под заголовком «Cover of the Radio Times», в британские чарты не вошла, но приобрела в Британии статус культовой.
В 1973 году Элсвит вынужден был покинуть состав (у него был диагностирован рак); его место занял Боб Хенке (англ. Bob «Willard» Henke) (в прошлом участник Goose Creek Symphony), который остался в составе и после возвращения выздоровевшего Элсвита. Более серьёзной потерей оказался уход из группы разочарованного её новым, коммерческим направлением Рэя Сойера; таким образом Dr. Hook и потерял — собственно, своего Доктора Хука. После того, как Род Смарр (англ. Rod Smarr) заменил Хенке, новый состав перешёл на Casablanca Records. Этот ход успеха не принес, и после тура, призванного собрать деньги для оплаты долгов, Dr. Hook в 1985 году распались.

### После распада
После распада Dr. Hook Локорье стал сессионным музыкантом и гастролирующим вокалистом. В 1989 году он провел турне с Рэнди Трэвисом, а 2000 году выпустил первый сольный альбом Out of the Dark (2000), за которым последовали One of the Lucky Ones (2005) и Post Cool (последний вышел 15 марта 2010 года на Proper Records), а также концертный CD Live in Liverpool (2004) и концертный DVD (Alone with Dennis Locorriere). В последние годы он гастролировал как The Voice of Dr. Hook.
Рэй Сойер в 1988 вышел на гастроли как Ray Sawyer of Dr. Hook; впоследствии — как Dr. Hook featuring Ray (Eye Patch) Sawyer. В начале 2000-х годов с ним стал время от времени выступать и Фрэнсис. Барабанщик Уолтерс умер от рака в 1997 году.

## Состав
- Dennis Locorriere — вокал, гитара, бас-гитара, губная гармоника
- Ray Sawyer — вокал, гитара
- George Cummings — гитара, стил-гитара
- Billy Francis — клавишные
- Popeye Phillips — ударные
- John David (он же Jay) — ударные
- Jance Garfat — бас-гитара
- Rik Elswit — гитара
- John Wolters — ударные
- Bob 'Willard' Henke — гитара
- Rod Smarr — гитара

## Дискография

### Студийные альбомы
| Год  | Альбом                            | Наивысшее местов в чартах | Наивысшее местов в чартах | Наивысшее местов в чартах | Наивысшее местов в чартах |
| Год  | Альбом                            | Billboard 200             | US Country                | CAN                       | UK Albums Chart           |
| ---- | --------------------------------- | ------------------------- | ------------------------- | ------------------------- | ------------------------- |
| 1971 | Doctor Hook and the Medicine Show | 45                        | —                         | 38                        | —                         |
| 1972 | Sloppy Seconds                    | 41                        | —                         | 16                        | —                         |
| 1973 | Belly Up!                         | 141                       | —                         | —                         | —                         |
| 1975 | Bankrupt                          | —                         | —                         | —                         | —                         |
| 1976 | A Little Bit More                 | 62                        | 18                        | 69                        | 5                         |
| 1977 | Makin' Love and Music             | —                         | —                         | —                         | 39                        |
| 1978 | Pleasure and Pain                 | 66                        | 17                        | 93                        | 47                        |
| 1979 | Sometimes You Win                 | 71                        | —                         | 59                        | 14                        |
| 1980 | Rising                            | 175                       | —                         | —                         | 44                        |
| 1982 | Players in the Dark               | 118                       | —                         | —                         | —                         |
| 1983 | Let Me Drink From Your Well       | —                         | —                         | —                         | —                         |

### Сборники и концертные альбомы
| Год  | Альбом                                         | Наивысшее место в чартах | Наивысшее место в чартах | Наивысшее место в чартах |
| Год  | Альбом                                         | US                       | CAN                      | UK                       |
| ---- | ---------------------------------------------- | ------------------------ | ------------------------ | ------------------------ |
| 1975 | Ballad of Lucy Jordan                          | —                        | —                        | —                        |
| 1976 | Revisted (Best Of Dr. Hook)                    | —                        | —                        | —                        |
| 1980 | Dr. Hook’s Greatest Hits                       | 142                      | 32                       | 2                        |
| 1981 | Live in the U.K.                               | —                        | —                        | 90                       |
| 1984 | The Rest Of Dr. Hook                           | —                        | —                        | —                        |
| 1987 | Dr. Hook Greatest Hits (And More)              | —                        | —                        | —                        |
| 1992 | Completely Hooked — The Best of Dr. Hook       | —                        | —                        | 3                        |
| 1995 | Dr. Hook and the Medicine Show — Greatest Hits | —                        | —                        | —                        |
| 1999 | Love Songs                                     | —                        | —                        | 8                        |
| 2007 | Hits and History                               | —                        | —                        | 14                       |

### Синглы
| Год  | Сингл                                        | Наивысшее место в чартах | Наивысшее место в чартах | Наивысшее место в чартах | Наивысшее место в чартах | Наивысшее место в чартах | Наивысшее место в чартах | Наивысшее место в чартах | Из альбома                        |
| Год  | Сингл                                        | Billboard Hot 100        | Hot Country Songs US     | Adult Contemporary US    | CAN                      | CAN Country              | CAN AC                   | UK Singles Chart         | Из альбома                        |
| ---- | -------------------------------------------- | ------------------------ | ------------------------ | ------------------------ | ------------------------ | ------------------------ | ------------------------ | ------------------------ | --------------------------------- |
| 1972 | «Sylvia's Mother»                            | 5                        | —                        | —                        | 2                        | —                        | —                        | 2                        | Doctor Hook and the Medicine Show |
| 1972 | «Carry Me, Carrie»                           | 71                       | —                        | —                        | 82                       | —                        | —                        | —                        | Sloppy Seconds                    |
| 1972 | «The Cover of Rolling Stone»                 | 6                        | —                        | —                        | 2                        | —                        | —                        | —                        | Sloppy Seconds                    |
| 1973 | «Roland the Roadie and Gertrude the Groupie» | 83                       | —                        | —                        | 74                       | —                        | —                        | —                        | Belly Up!                         |
| 1973 | «Life Ain’t Easy»                            | 68                       | —                        | —                        | —                        | —                        | —                        | —                        | Belly Up!                         |
| 1975 | «The Millionaire»                            | 95                       | —                        | —                        | —                        | —                        | —                        | —                        | Bankrupt                          |
| 1976 | «Only Sixteen»                               | 6                        | 55                       | 14                       | 3                        | —                        | 9                        | —                        | Bankrupt                          |
| 1976 | «A Little Bit More»                          | 11                       | —                        | 15                       | 4                        | —                        | 6                        | 2                        | A Little Bit More                 |
| 1976 | «A Couple More Years»                        | —                        | 51                       | —                        | —                        | —                        | —                        | —                        | A Little Bit More                 |
| 1976 | «If Not You»                                 | 55                       | 26                       | 21                       | 56                       | —                        | 9                        | 5                        | A Little Bit More                 |
| 1977 | «Walk Right In»                              | 46                       | 92                       | 39                       | 77                       | —                        | 30                       | —                        | Makin' Love and Music             |
| 1978 | «More Like the Movies»                       | —                        | —                        | —                        | —                        | —                        | —                        | 14                       | A Little Bit More                 |
| 1978 | «Sharing the Night Together»                 | 6                        | 50                       | 18                       | 3                        | 40                       | 4                        | 43                       | Pleasure and Pain                 |
| 1979 | «All the Time in the World»                  | 54                       | 82                       | 41                       | 60                       | 64                       | 12                       | —                        | Pleasure and Pain                 |
| 1979 | «When You're in Love with a Beautiful Woman» | 6                        | 68                       | 5                        | 4                        | 22                       | 7                        | 1                        | Pleasure and Pain                 |
| 1979 | «Better Love Next Time»                      | 12                       | 91                       | 3                        | 39                       | —                        | 10                       | 8                        | Sometimes You Win                 |
| 1980 | «Sexy Eyes»A                                 | 5                        | —                        | 6                        | 8                        | —                        | 1                        | 4                        | Sometimes You Win                 |
| 1980 | «Years From Now»                             | 51                       | —                        | 17                       | 63                       | —                        | 3                        | 47                       | Sometimes You Win                 |
| 1980 | «Girls Can Get It»                           | 34                       | —                        | —                        | —                        | —                        | —                        | 40                       | Rising                            |
| 1981 | «That Didn’t Hurt Too Bad»                   | 69                       | —                        | —                        | —                        | —                        | —                        | —                        | Rising                            |
| 1982 | «Baby Makes Her Blue Jeans Talk»             | 25                       | —                        | —                        | 17                       | —                        | —                        | —                        | Players in the Dark               |
| 1982 | «Loveline»                                   | 60                       | —                        | 19                       | —                        | —                        | —                        | —                        | Players in the Dark               |